# Монбран
Монбра́н (фр. Montbrand, окс. Montbrand) — коммуна во Франции, находится в регионе Прованс — Альпы — Лазурный Берег. Департамент коммуны — Верхние Альпы. Входит в состав кантона Аспр-сюр-Бюэш. Округ коммуны — Гап.
Код INSEE коммуны — 05080.

## Население
Население коммуны на 2008 год составляло 50 человек.
| 1962 | 1968 | 1975 | 1982 | 1990 | 1999 | 2008 |
| ---- | ---- | ---- | ---- | ---- | ---- | ---- |
| 37   | 61   | 57   | 48   | 49   | 64   | 50   |

## Экономика
В 2007 году среди 35 человек в трудоспособном возрасте (15—64 лет) 30 были экономически активными, 5 — неактивными (показатель активности — 85,7 %, в 1999 году было 73,2 %). Из 30 активных работали 29 человек (18 мужчин и 11 женщин), безработным был 1 мужчина. Среди 5 неактивных 1 человек был учеником или студентом, 2 — пенсионерами, 2 были неактивными по другим причинам.